# باميلا فديكند
باميلا فديكند (بالألمانية: Pamela Wedekind )‏ (و. 1906 – 1986 م) هي ممثلة، ومترجمة، وممثلة مسرحية ألمانية، ولدت في برلين، توفيت عن عمر يناهز 80 عاماً.

## وصلات خارجية
- باميلا فديكند على موقع IMDb (الإنجليزية)
- باميلا فديكند على موقع مونزينجر (الألمانية)
- باميلا فديكند على موقع قاعدة بيانات الفيلم (الإنجليزية)

- باميلا فديكند في قاعدة بيانات الأفلام على الإنترنت